# Palandöken Geçidi
Palandöken Geçidi (turco, passo di Palandöken in italiano) è un valico situato in Turchia a 2885 m s.l.m..
La sua sommità è percorsa da una strada asfaltata che – pur trovandosi in un'area esterna ai confini geografici dell'Europa – è tra le più alte situate in stati europei.

## Descrizione
Il valico è ubicato in Anatolia Orientale, tra le montagne dell'Altopiano armeno e mette in comunicazione i distretti di Palandöken e di Tekman, entrambi facenti parte della provincia di Erzurum. Si trova sul versante sud del Palandöken Dağı, opposto a quello che ospita le piste da sci del Palandöken Kayak Merkezi (turco, Centro sciistico Palandöken in italiano) ed il capoluogo provinciale Erzurum.

## Strada
La strada provinciale 25-26 prende il via dal villaggio di Nenehatun a circa 11 km da Erzurum e si dirige verso sud, superando il villaggio di Yıkılgan (2088 m s.l.m.) e raggiungendo i 2 885 m del passo. La strada discende sconfinando nel distretto di Tekman, lambendo il villaggio di Geçitköy (2122 m s.l.m.) fino alla città di Tekman dopo aver percorso una distanza complessiva di 65 km.
L'intero tratto stradale è soggetto a forti nevicate che portano a frequenti chiusure della strada: per ovviare al problema la popolazione locale ha suggerito la possibilità di costruire un tunnel.